# Musée Kuralan kylämäki
Le musée Kuralan kylämäki (finnois : Kuralan kylämäki) est un musée d'archéologie expérimentale situé dans le quartier de Kurala à Turku en Finlande.